# Sojuz 11

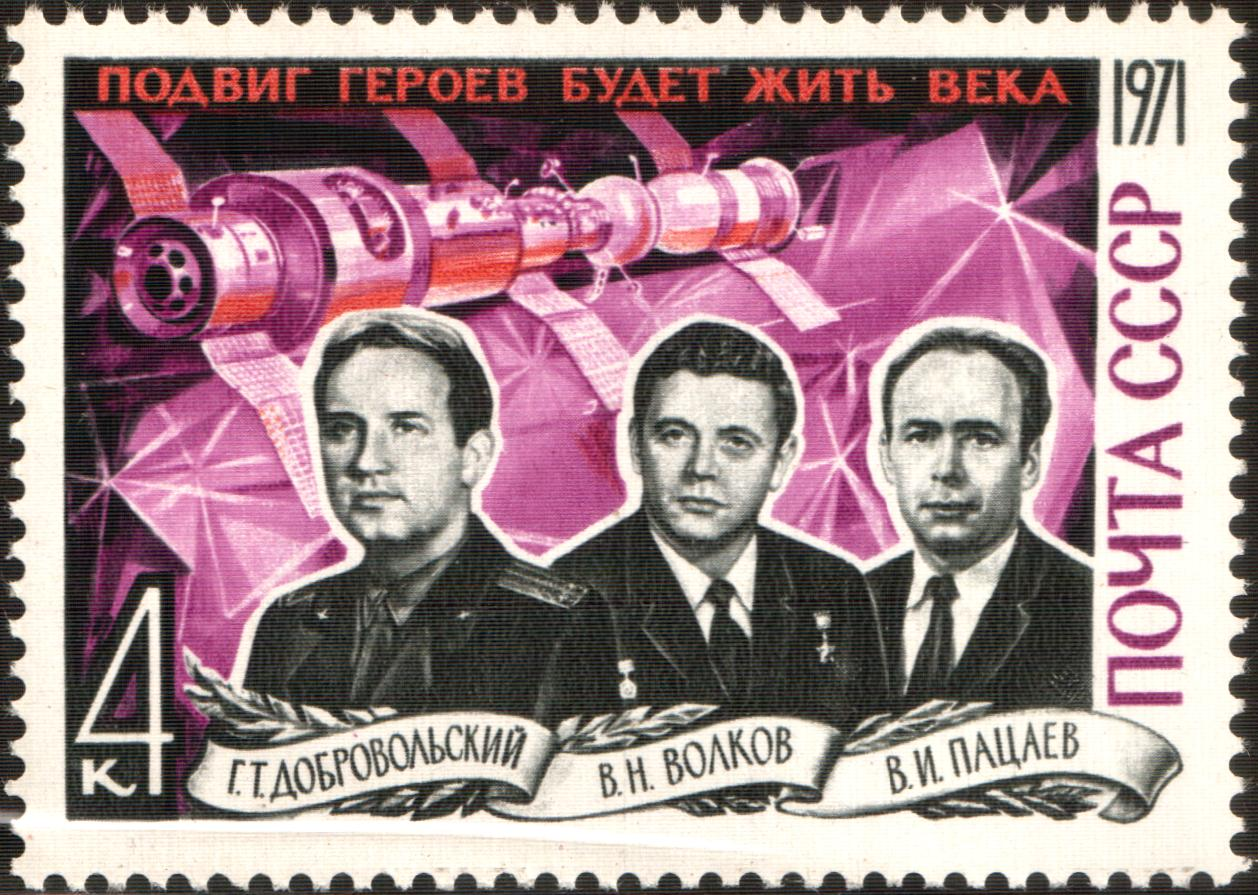

Sojuz 11 (kod wywoławczy Янтарь – Jantar) – radziecka misja kosmiczna, druga planowana wizyta na pierwszej stacji kosmicznej świata, Salut 1. Pojazd, z kosmonautami Wołkowem, Dobrowolskim i Pacajewem na pokładzie, wystrzelono z kazachskiego kosmodromu Bajkonur 6 czerwca 1971. Załoga przebywała na stacji 22 dni, lecz podczas powrotu na Ziemię, 29 czerwca 1971, wszyscy trzej członkowie załogi zginęli.

## Załoga

### Rezerwowa, która wystartowała
- ppłk Gieorgij Dobrowolski (1) – dowódca (Jantar 1)[1]
- Wiktor Pacajew (1) – kosmonauta badacz (Jantar 3)[1]
- Władisław Wołkow (2) – inż. badacz (Jantar 2)[1]

### Podstawowa, wycofana
- Aleksiej Leonow (2)
- Walerij Kubasow (2)
- Piotr Kołodin (1)

### Druga rezerwowa
- Aleksiej Gubariew (1)
- Witalij Siewastjanow (2)
- Anatolij Woronow (1)

Podstawową załogę Sojuza 11 stanowili Walerij Kubasow, Aleksiej Leonow i Piotr Kołodin. Rutynowe prześwietlenie cztery dni przed startem wykazało u Kubasowa podejrzenie gruźlicy, i zgodnie z przepisami załogę zastąpiono załogą rezerwową. Dobrowolski i Pacajew nigdy wcześniej nie lecieli w kosmos.

## Opis misji
7 czerwca podczas 797. okrążenia Ziemi przez bazę Salut 1 załoga dokonała udanego połączenia ze stacją i pozostała na jej pokładzie przez 22 dni, ustalając rekord, który został pobity dopiero przez amerykańską misję Skylab 2 w maju – czerwcu 1973. Pierwszym zadaniem kosmonautów był przegląd i rozkonserwowanie urządzeń bazy i konserwacja Sojuza 11. Główne zadania załogi to:
- badania medyczno-biologiczne,
- badania astrofizyczne i fizyczne,
- fotografowanie Ziemi dla potrzeb gospodarki,
- spektrofotometria Ziemi w celu określenia zasobów naturalnych,
- wypróbowanie urządzeń bazy.

W ramach badań medycznych zajmowali się analizą czynności serca i układu krążenia. Rejestrowano co pewien czas elektrokardiogramy i sejsmokardiogramy. Badano ciśnienie krwi i akcję płuc. Pomiary były wykonywane samoczynnie za pomocą czujników. Dane te były transmitowane na Ziemię. W czasie lotu kosmonauci wielokrotnie pobierali próbki krwi dla ich późniejszego zbadania na Ziemi. Kosmonauci systematycznie mierzyli siłę mięśni dłoni. Badali też sprawność wzroku. Przed powrotem pobrali w stacji próbki powietrza w celu określenia charakteru flory bakteryjnej. Okazało się, że pod koniec lotu zwiększyła się ilość mikroorganizmów. W bazie przeprowadzono badania z dziedziny biologii. W tym celu zabrano na pokład rośliny, owady, pierwotniaki i organizmy ziemno-wodne. Przeprowadzono również badania astrofizyczne i fizyczne. Na sen przeznaczano 8 godzin, na czas wolny 2 do 2,5 godziny. Dwukrotnie w ciągu doby przeprowadzano ćwiczenia gimnastyczne (2 godziny), oprócz tego przed snem przechadzano się przez pół godziny po ruchomym chodniku. Co sześć dni lotu przeznaczano cały dzień na odpoczynek.  
29 czerwca Sojuz 11 rozpoczął manewr lądowania. Impuls hamujący uruchomiono o godz. 22:35:24. O godzinie 22:47:28, na wysokości 170 km nad ziemią miał miejsce zaplanowany podział statku na części. Podczas tej czynności nieoczekiwanie otworzył się zaworek (Ø 1 mm) wyrównujący ciśnienie w kapsule lądownika z ciśnieniem atmosferycznym. Według norm powinien otworzyć się ok. 5 km nad Ziemią. W kabinie doszło do gwałtownej dekompresji. W ciągu 212 sekund doszło do spadku ciśnienia od 920 mm Hg do zera. Załoga leciała bez skafandrów kosmicznych. Lądownik wylądował poprawnie o godz. 23:16:52 w stepach Kazachstanu. Niestety, załoga była martwa. Próba reanimacji nie powiodła się. Późniejsze dochodzenie wykazało, że kosmonauci byli martwi po 40 sekundach po podziale statku. Jest to jedyny przypadek śmierci astronautów poza atmosferą ziemską.
Kosmonautom urządzono państwowy pogrzeb. Jednym z niosących trumnę był amerykański astronauta, Thomas Stafford.
Kapsuła Sojuz została po tym wypadku gruntownie przebudowana. Kolejne misje wynosiły na orbitę dwóch, zamiast trzech kosmonautów. Obaj członkowie załogi podczas startu i lądowania byli ubrani w skafandry kosmiczne.